# Världsmästerskapen i rodel 1975
Världsmästerskapen i rodel 1975 arrangerades i Hammarstrand i Ragunda kommun mellan den 15 och 16 februari 1975. Det var andra gången Hammarstrand stod värd för tävlingarna efter att tidigare ha arrangerat mästerskapen 1967.

## Medaljörer

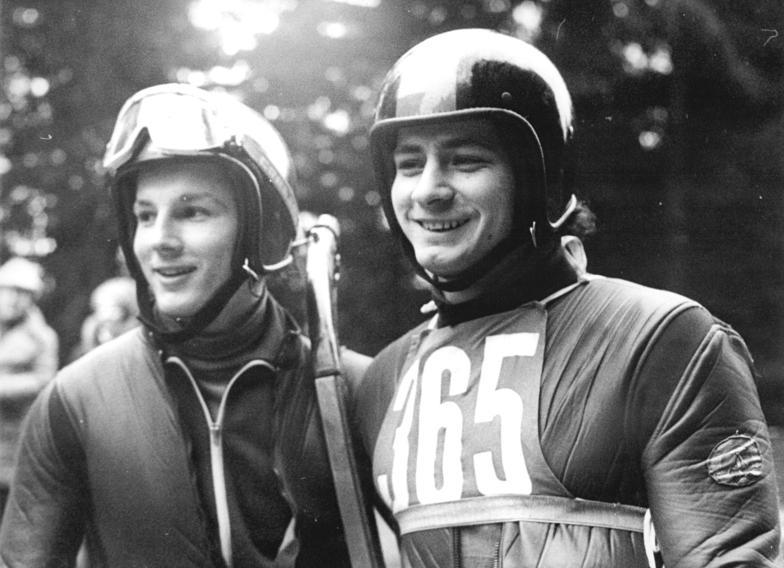
Bröderna Hahn som tog guld i dubbel under mästerskapet.

| Gren       | Guld                         | Silver                               | Brons                               |
| Damsingel  | Margit Schumann (GDR)        | Ute Rührold (GDR)                    | Dana Spálenská (TCH)                |
| Herrsingel | Wolfram Fiedler (GDR)        | Manfred Schmid (AUT)                 | Harald Ehrig (GDR)                  |
| Dubbel     | Bernd Hahn/Ulrich Hahn (GDR) | Horst Müller/Hans-Jörg Neumann (GDR) | Rudolf Schmid/Franz Schachner (AUT) |

## Medaljtabell
| Pl.    | Nation          | Guld | Silver | Brons | Totalt |
| ------ | --------------- | ---- | ------ | ----- | ------ |
| 1      | Östtyskland     | 3    | 2      | 1     | 6      |
| 2      | Österrike       | 0    | 1      | 1     | 2      |
| 3      | Tjeckoslovakien | 0    | 0      | 1     | 1      |
| Totalt | Totalt          | 3    | 3      | 3     | 9      |